# Nellee Hooper
Nellee Hooper, pseudonimo di Paul Andrew Hooper (Bristol, 15 marzo 1963), è un compositore e produttore discografico britannico.

## Produttore discografico
In qualità di produttore, è noto per il suo lavoro con artisti come Björk, No Doubt, Gwen Stefani, Madonna, Garbage, U2, Sneaker Pimps, Soul II Soul, Massive Attack e Paloma Faith. Nell'edizione del BRIT Awards 1995 ha vinto il premio come miglior produttore britannico.

## Musicista
È stato membro dei Soul II Soul, contribuendo come programmatore al computer al suono del gruppo. Assieme a Craig Armstrong e Marius de Vries, ha vinto nel 1997 il premio Bafta per la miglior colonna sonora per il film Romeo + Giulietta di William Shakespeare.